# Kepler-53
Kepler-53 — звезда в созвездии Лиры на расстоянии около 3895 световых лет от нас. Вокруг звезды обращаются, как минимум, три планеты.

## Характеристики
Kepler-53 представляет собой солнцеподобную звезду, примерно равную по размерам Солнцу. Впервые в астрономической литературе упоминается в каталоге 2MASS, опубликованном в 2003 году. Масса звезды равна 0,98 солнечной, а радиус — 0,89 солнечного. Температура поверхности звезды составляет приблизительно 5858 кельвинов.